# Anelosimus dubius
Anelosimus dubius är en spindelart som först beskrevs av Albert Tullgren 1910.  Anelosimus dubius ingår i släktet Anelosimus och familjen klotspindlar.
Artens utbredningsområde är Tanzania. Inga underarter finns listade i Catalogue of Life.